# Доброрад
Доброрад (пол. Dobrorad) — польский дворянский герб.

## Описание
В голубом поле белый пегас, вправо, за золотою вправо же идущею полосою, на которой три красные звезды в ряд.
В навершии шлема, между двух страусовых перьев, извившаяся змея, хвостом вверх, пьющая из золотой чаши. Намет голубой, подложенный золотом.

## Герб используют
Вышеизображенный герб вместе с потомственным дворянством ВСЕМИЛОСТИВЕЙШЕ пожалован члену Медицинского Совета и Евангелической Консистории в Царстве Польском, Доктору Медицины и Хирургии Маврикию Фридрихову сыну Войде, на основании статьи 6 пункта 2 и статьи 16 пункта 4 Положения о Дворянстве 1836 года, Грамотою ГОСУДАРЯ ИМПЕРАТОРА И ЦАРЯ НИКОЛАЯ I 1840 года Апреля 9 (21) дня.
- Войде, Карл Маврикиевич (1833—1905) — российский генерал, военный писатель.